# Conquesta islàmica de Mallorca
La conquesta de Mallorca per les tropes musulmanes es va produir l'any 290 de l'Hègira (902/903 de l'era cristiana). La conquesta de Mallorca va enfrontar les tropes d'Issam al-Khawlaní amb la resistència del romans de les Illes Balears que durant vuit anys i cinc mesos foren assetjats pels musulmans al Castell d'Alaró.
L'emir Abd-Al·lah ibn Muhàmmad li reconegué la conquesta i el nomenà valí de l'illa, càrrec que exercí des del 904 fins al 912.
| «          | En aquesta illa [Mayurqa] es troba una gran fortalesa construïda en un lloc alt i erm, sense igual en el món habitat; és coneguda amb el nom de Hisn Alarum. Conten els mallorquins que quan l'illa fou conquistada a l'època de Muhammad, fill del quint amir Ummaya a al-Andalus, els Rum es feren forts en aquesta fortalesa durant vuit anys i cinc mesos després de la conquesta, sense que ningú pogués fer res contra ells; només la falta de queviures els obligà a sortir. Aquesta fortalesa s'aixeca sobre el cim d'un puig de pedra dura on hi ha una font abundant. | » |
| — Al-Zuhri | |   |

La historiografia debat sobre qui eren els rum que oferiren resistència, per la polisèmia d'aquesta paraula; per una banda podria referir-se, en un sentit restringit, als romans d'Orient o, en un sentit extens, als cristians, atès que en 897, una butlla papal fa dependre les illes del bisbat de Girona, mostrant la gran feblesa de les estructures de poder, que han anat quedant molt afeblides amb els successius atacs musulmans.
La dominació musulmana a Mallorca (902-1229) començà quan un poderós home de l'emir de Còrdova, Issam al-Khawlani, viatjà de camí a la Meca en peregrinació amb més vaixells. Davant una gran tempesta, l'emir i el seu seguici es refugiaren a Mallorca. Descobrí una illa que no coneixia i en tornar de la seva peregrinació va intentar indagar més sobre ella i informar el seu senyor, l'emir Abd-Allah de les condicions defensives i l'incità a conquerir-la.
Issam al-Khawlaní informà el seu senyor que Mallorca pertanyia a un arxipèlag d'illes que els vells romans anomenaven Baleària. Aviat l'emir envià moltes naus cap a l'arxipèlag, principalment a la més gran per aconseguir la seva conquesta. Malgrat l'oposició, els natius aguantaren vuit anys i cinc mesos. Un cop reintegrat dins l'emirat de Còrdova, l'arribada de sarraïns fou constant.
Issam al-Khawlaní fou designat senyor de Mallorca.

## Governants
Senyors de Mallorca de l'emirat de Córdova (902-1012)
- Issam al-Khawlaní (902-913)
- Abd-Al·lah ibn Issam al-Khawlaní (913-946)
- Al-Muwàffaq (946-969)
- Kàutir (969-998)
- Muqàtil (998-1012)

Senyors de Mallorca de l'emirat de Dénia (1009-76)
- Abu-l-Abbàs ibn Raixiq (1016-?)
- Al-Àghlab (< 1041)
- Sulayman ibn Maxiqan (<1076)
- Abd-Al·lah ibn al-Murtada ibn al-Àghlab (1076-1087) Valí.

Emirs independents de Mallorca (1076-1115)
- Abd-Al·lah ibn al-Murtada ibn al-Àghlab (1087-1093), Emir.
- Mubàixxir Nàssir-ad-Dawla (1093-1114)
- Abu-r-Rabí Sulayman (1114-1115)

Almoràvits senyors de Mallorca (1116-1203)
- Wànur ibn Abi-Bakr (1116-1126)
- Muhàmmad ibn Ghàniya (1126-1155)
- Ishaq ibn Muhàmmad ibn Ghàniya (1155-1184)
- Muhàmmad ibn Ishaq ibn Ghàniya (1184)
- Alí ibn Ghàniya (1184-1187)
- 'Abd Allāh ibn Ishāq ibn Ġānīya (1187-1203)

Almohades senyors de Mallorca (1203-1229)
- Abd-Al·lah ibn Ta-Al·lah al-Kumí (1203)
- Abū Zayd ibn Tujan (1204-1208)
- Abu Abd-Allah ibn Abi Hafs ibn Abdelmumen (1208)
- Abu-Yahya Muhàmmad ibn Alí ibn Abi-Imran at-Tinmalalí (1208-1229)